# 广义函数
数学上，广义函数（generalized function）或是“分布”，是将函数的概念一般化得到的对象。得到承认的理论不止一种。广义函数在使得不连续函数表现得更像光滑函数的方面很有用，并且（在极限情况下）可以表述像点电荷这类的物理现象。它们广泛应用于物理和工程领域。
有些方法的一个共同之处在于它们是基于日常数值函数的算子方面的。其早期历史和算子微积分的一些思想有联系，而更为近代的发展和佐藤幹夫称为代数分析的特定方向的一些思想有密切关联。偏微分方程和群表示理论的技术要求曾对该主题有重要影响。

## 参看
- 装备希尔伯特空间（英语：Rigged Hilbert space）
- 弱形式解
- 狄拉克δ函数
- 分布 (數學分析)
- 超函数